# Contea di Napo
La contea di Napo (那坡县S, Nàpō XiànP) è una contea della Cina, situata nella regione autonoma di Guangxi e amministrata dalla prefettura di Baise.